# Terme romane di Lugdunum
Le terme romane di Lugdunum (città galloromana corrispondente all'odierna Lione) erano molteplici. L'impianto termale più importante era quello ubicato presso l'odierna rue des Farges, sul fianco della collina di Fourvière. Altri minori erano dislocati nelle altre aree inurbate della città.

## Terme della rue des Farges
Le terme romane di rue des Farges furono scoperte nel 1970 in occasione dell'allargamento della sede stradale e della costruzione di un complesso immobiliare. 
Gli archeologi lionesi in precedenza avevano già rinvenuto edifici romani: due sale voltate sotterranee, che, nell'ambito delle sue teorie sui Martiri di Lione, Amable Audin aveva interpretato come la prigione dove i detenuti cristiani erano stati carcerati. La scoperta delle terme invalidò questa teoria.
Gli scavi condotti dal 1974 al 1980 su una superficie di un ettaro hanno messo in luce un quartiere che fu in uso dalla fine del I secolo d.C. fino alla fine del II secolo/inizi del III secolo d.C.; questo quartiere si sviluppa su tre terrazze sovrapposte orientate est-ovest.

### Descrizione

#### Le due terrazze superiori
Le vestigia più antiche appartengono a una domus ad atrio datata a circa il 30 a.C., all'epoca della fondazione della colonia romana di Lugdunum.
I muri sono realizzati con mattoni crudi e poggiano su fondamenta in ciottoli legati con malta o argilla.
Verso il 30-40 d.C., il quartiere fu riedificato: furono costruite le terme e muri di contenimento crearono le due terrazze superiori, attraversate da una strada orientata nord-sud e ospitanti una zona residenziale.
La domus ad atrio fu sostituita da una grande domus con peristilio, detta «maison aux masques» (casa delle maschere).
La sua parte scavata consta di 14 stanze, con tracce di pitture murali.
A est è contornata da quattro botteghe che si aprivano sulla strada, mentre a sud confinava con altre abitazioni e due magazzini.
Nell'area trapezoidale formata dalla strada e il muro di sostegno ovest si sviluppa una serie di stanze dette «maison aux chars» (casa dei carri), poiché nel sito furono rinvenuti elementi metallici di un carretto.

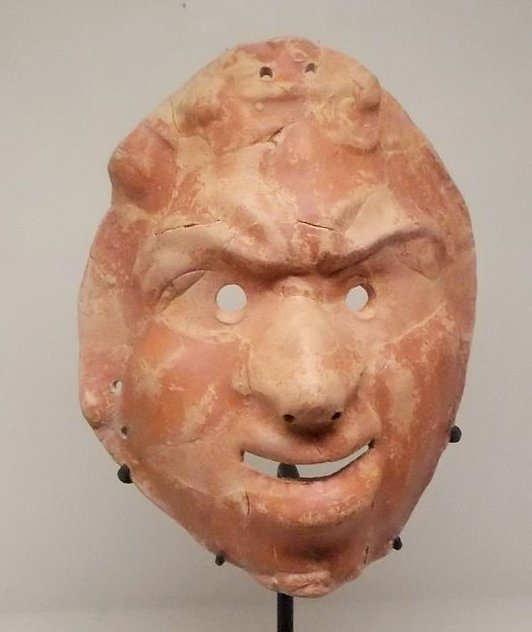
Maschera decorativa di terracotta, «maison aux masques» - Museo gallo-romano di Fourvière
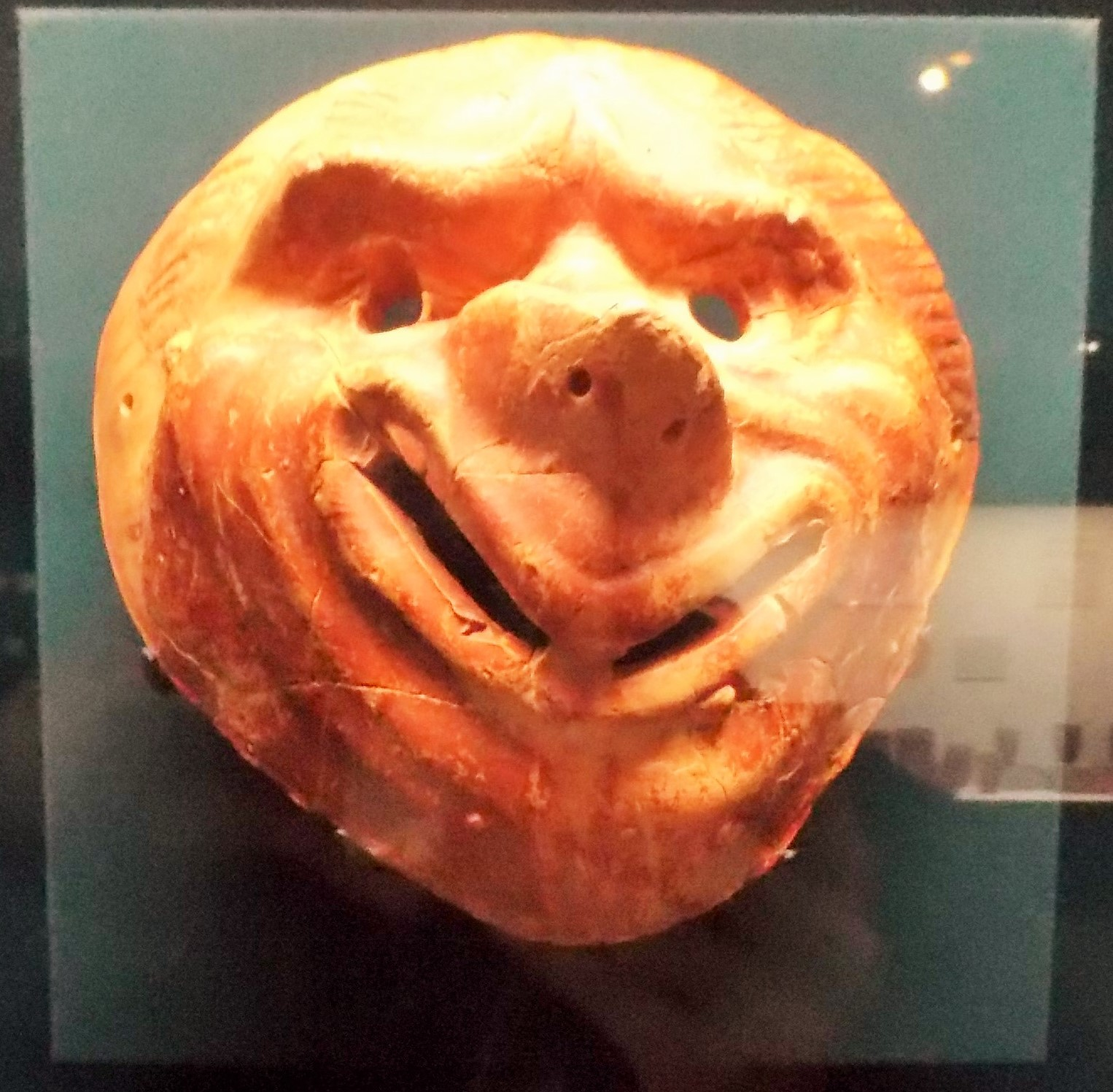
Maschera decorativa di terracotta, «maison aux masques» - Museo gallo-romano di Fourvière

#### La terrazza inferiore
La terrazza inferiore forma una vasta piazza, la palestra, delimitata da un muro di contenimento con pilastri. Questa spianata artificiale fu realizzata alla metà del I secolo d.C. spandendo terreno di riporto per uno spessore di 2 m, forse il volume di terra estratto nel corso della costruzione delle terme stesse.
A nord la terrazza è delimitata dalle terme pubbliche, di cui sono tuttora visibili le sostruzioni restaurate.
L'edificio termale era formato da un corpo rettangolare fiancheggiato da due ali rettangolari, ciascuna dotata di un'abside. L’insieme era sostenuto da una serie di otto gallerie voltate sotterranee, orientate nord-sud, delle quali due erano già note agli archeologi in precedenza (si veda sopra).
Oltre alla loro funzione architettonica, queste sale potevano servire per contenere la riserva di legname necessario al riscaldamento delle terme.
Dopo la caduta dell'Impero romano, il luogo fu utilizzato come necropoli dal VI all'VIII secolo.

### Valenza del sito
Gli scavi della rue de Farges hanno permesso di constatare l'importanza delle costruzioni in terra nell'architettura romana, tradizionalmente considerata essere realizzata con pietra e malta.
Nel 1983 a Lione si tenne un seminario dedicato all'architettura di terra e di legno e alle particolari tecniche necessarie per l'effettuazione di indagini archeologiche di questa tipologia di vestigia, spesso poco percepibili.
La maggior parte dell'area scavata è stata ricoperta e solo le terme rimangono visibili tramite un passaggio posto sotto i portici del complesso residenziale edificato sul sito (rue de Farges 6).

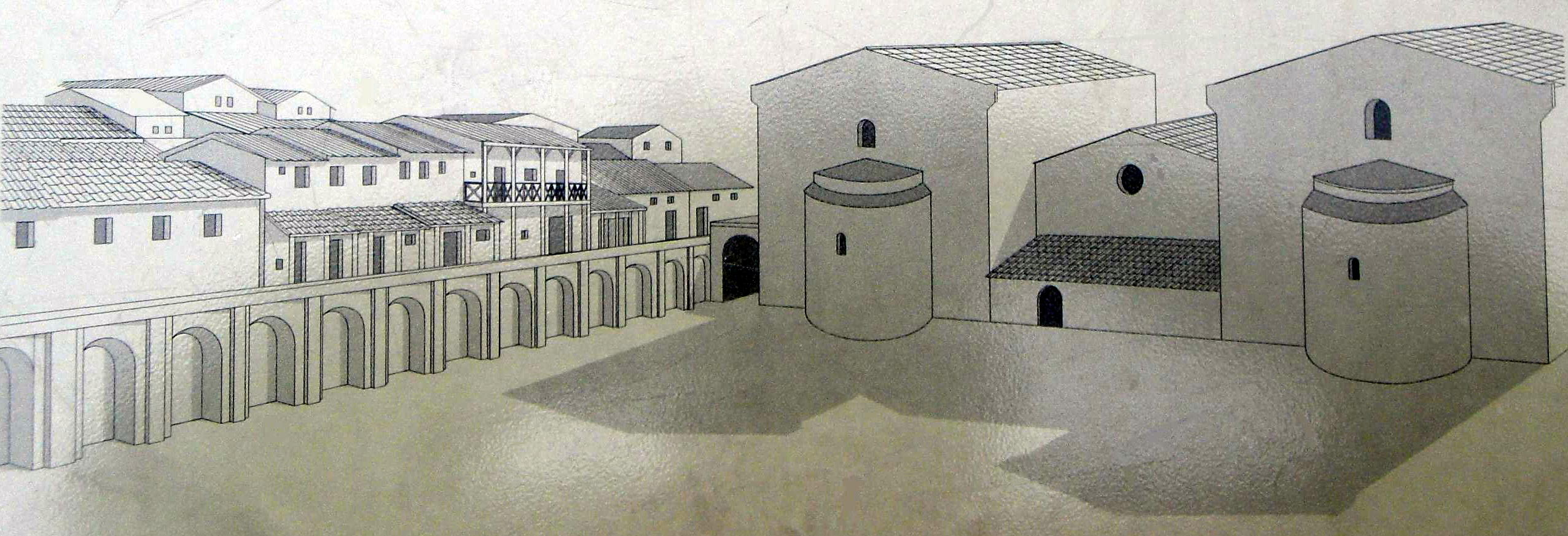
Le terme della rue des Farges a Lione

## Terme dell'avenue Adolphe Max
Nel corso dei lavori per la realizzazione della galleria della linea D della metropolitana di Lione furono scoperti alcuni elementi di un complesso termale tardo databile al IV secolo.
Gli archeologi hanno identificato due sale con ipocausto.
Il motivo ritrovato su un frammento del rivestimento appartiene al repertorio decorativo caratteristico per questo tipo di edificio.

## Terme dell'Antiquaille
Nel 1827, nel corso della costruzione della lavanderia dell'Hôpital de l'Antiquaille, si rinvennero i resti di uno stabilimento termale di piccole dimensioni (senza che fosse possibile stabilire se si trattasse di bagni privati o pubblici).
Scavi archeologici preventivi condotti dal Servizio Archeologico della Città di Lione (SAVL) negli anni 2011-2012 fanno propendere per l'assegnazione delle terme a un palazzo imperiale.